# Amlodipine
Amlodipin, được bán dưới tên thương hiệu Norvasc cùng với một số những tên thương mại khác, là một loại thuốc được sử dụng để điều trị bệnh cao huyết áp và bệnh động mạch vành.  Dù không thường được khuyến cáo trong điều trị suy tim, amlodipine có thể được sử dụng nếu các loại thuốc khác không đủ cho bệnh cao huyết áp hoặc đau ngực liên quan đến tim. Amlodipin được dùng bằng đường uống và có tác dụng sau ít nhất một ngày.
Các tác dụng phụ thường gặp bao gồm sưng, cảm thấy mệt mỏi, đau bụng và buồn nôn. Tác dụng phụ nghiêm trọng có thể có như huyết áp thấp hoặc đau tim. Mức độ ân toàn nếu sử dụng trong khi mang thai hoặc cho con bú là không rõ ràng. Khi được sử dụng bởi những người có vấn đề về gan, và ở người cao tuổi, liều nên được giảm xuống. Amlodipin hoạt động một phần bằng cách tăng kích thước của động mạch. Đây một thuốc chẹn kênh calci tác dụng kéo dài của loại dihydropyridine (DHP).
Amlodipine lần đầu tiên được cấp bằng sáng chế vào năm 1986 và bắt đầu bán thương mại vào năm 1990. Nó nằm trong danh sách các thuốc thiết yếu của Tổ chức Y tế Thế giới, tức là nhóm các loại thuốc hiệu quả và an toàn nhất cần thiết trong một hệ thống y tế. Chúng có sẵn dưới dạng thuốc gốc. Chi phí bán buôn ở các nước đang phát triển là 0,003 USD đến 0,066 mỗi ngày đối với một liều thông thường vào năm 2015. Tại Hoa Kỳ, chi phí cung cấp cho mỗi tháng là ít hơn $ 25.